# Погорелов Майдан
Погорелов Майдан —  опустевшая деревня в Сергачском районе Нижегородской области. Относится к Камкинскому сельсовету. 

## География
Находится на расстоянии примерно 4 километра по прямой на запад-северо-запад от города Сергач, административного центра района.

## Население
| 2002 | 2010 |
| ---- | ---- |
| 0    | →0   |